# Parola
(Ralph Waldo Emerson)

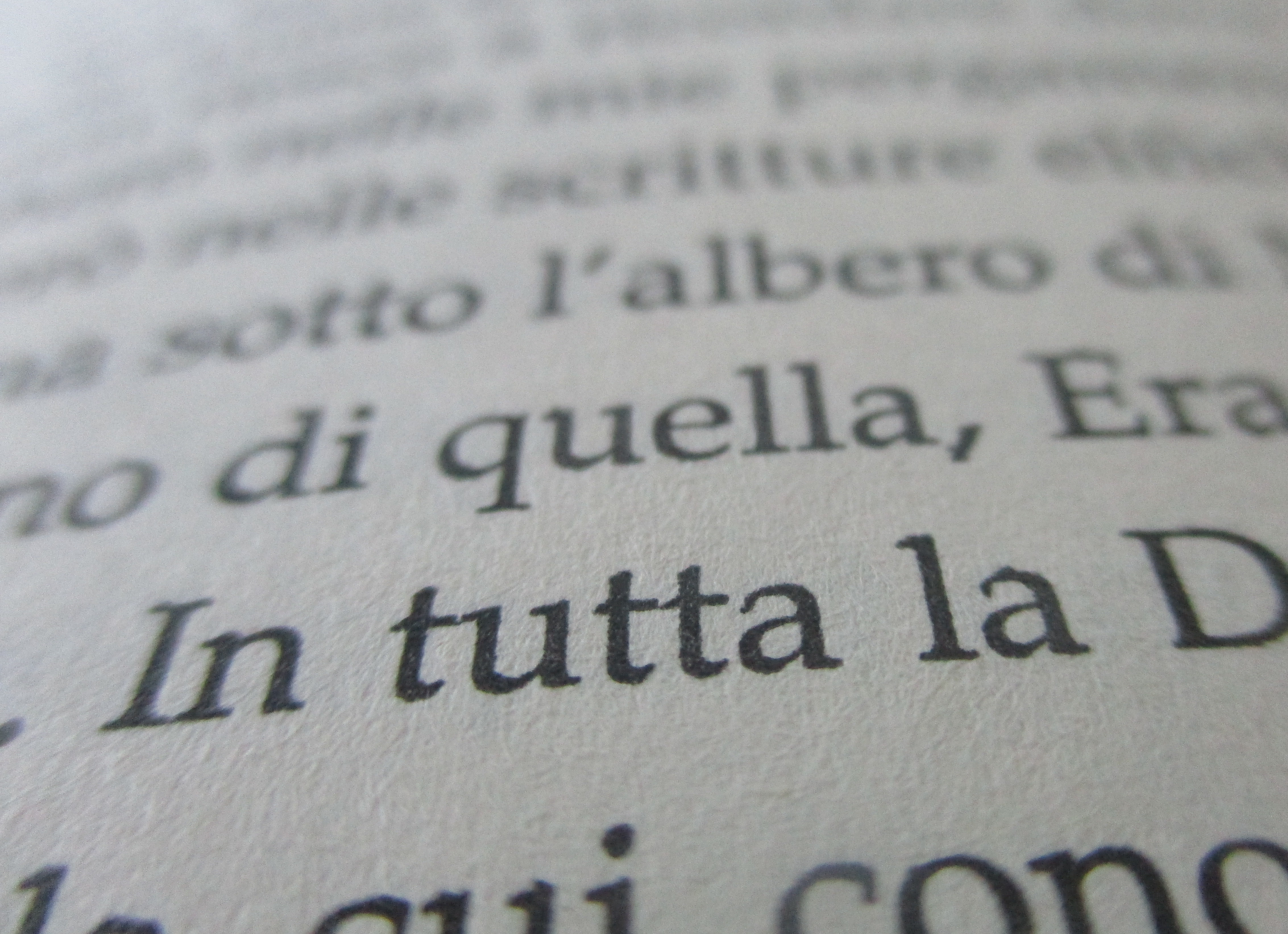
Parole

La parola (dal greco παραβολή parabolè, attraverso il latino parabŏla, poi alterato in paràula nel volgare) è l'espressione orale o scritta di un'informazione o di un concetto, ovvero la rappresentazione di un'idea svolta a mezzo e nel presupposto di un riferimento convenzionale. In morfologia la parola è definita come un elemento linguistico costituito da un morfema libero o da una sequenza di morfemi legati. In sintassi si fa riferimento alla parola come a un'entità della frase associata a una determinata parte del discorso.
Elemento basilare della comunicazione verbale, la parola assume in questa il ruolo di unità minima di trasmissione ed espressione dei concetti e come tale è stata anche definita "monade logica", sebbene siano state mosse obiezioni a questa visione atomistica, soprattutto per effetto dei numerosi esperimenti di manipolazione verbale prodotti particolarmente nell'arte o in usi strumentali speciali della comunicazione.

## La relatività convenzionale
La parola è, secondo molte visioni, uno strumento di trasmissione di concetti o informazioni o idee attraverso il riferimento a convenzioni precedentemente "pattuite", in base alle quali date sequenze di suoni o di segni grafici indicano (con maggiore o minore precisione ed inequivocabilità) un significato riconoscibile tanto da chi lo emetta quanto da chi lo percepisca; nell'identità di interpretazione di tali sequenze, si stabilisce la comunicazione, venendo pertanto a perfezionarsi la trasmissione dell'idea, dell'informazione o del concetto.
La convenzione di comunicazione deve intendersi certamente condizionata con massima relatività ad aspetti soggettivamente riguardanti in via diretta e reciproca l'emittente ed il percipiente, giacché i medesimi lemmi ben possono essere espressi e compresi in modi differenti a seconda di variabili (ad esempio, ma non solo) culturali, professionali, nazionali, regionali, gergali in genere, etc.; ad esempio, nella gergalità delle professioni, la medesima parola "faccia", del tutto identica per pronuncia ed accento, è usata per trasmettere significati ben differenti, quando sia usata da un architetto e da un numismatico.
Lo stesso studio sulla parola che si compie nei paesi di mentalità latina segue percorsi e raggiunge traguardi in molti elementi ben differenti da quanto accade invece nei paesi, ad esempio, di mentalità anglosassone.

## Analisi tecnica
Da un punto di vista tecnico, si ha innanzitutto una distinzione fra la parola scritta e quella orale, sottolineando (nonostante l'apparente ovvietà) che pare di comune condivisione la presunzione di precedenza della nascita della parola orale rispetto a quella scritta che ne fungerebbe da rappresentazione grafica. 

### La parola fonologica
articolo principale: Oralità
La parola fonologica (o parola orale) è una successione di suoni distinguibili per la loro diversa sonorità e per la loro pronuncia, in genere separati (nella frase) da una breve sospensione dell'emissione acustica (spazio-silenzio) prima che eventuali altre sequenze di suoni compongano l'eventuale parola successiva. In realtà i parlanti non fanno quasi mai delle pause prima e dopo ogni parola, lo fanno al massimo per enfatizzare una particolare parola. Forse è meglio quindi parlare di "pause potenziali".
La parola orale è emessa con sovrastrutture ulteriori destinate a favorire la migliore comprensione, come gli accenti e l'intonazione (che introduce un carattere del significato trasmesso che può essere interrogativo, esclamativo, piano - taluni includono altri caratteri come l'ironico, il sarcastico e simili). Con questi "accessori" la medesima parola, magari giocando su omofonie di forme distinte dei verbi, assume sfumature differenti ("dormi" indica senza ulteriori commenti che stai dormendo, "dormi?" sollecita un'informazione di ritorno circa lo stato di veglia della persona alla quale è diretto il messaggio, "dormi!" invita con decisione ad assopirsi.) Il suono trasmesso, pertanto, può essere oggetto di elaborazione acustica, di modo che la parola che ne risulta possa rivestire significati accessori tutti compresi in una sequenza sonora di cui, rispetto all'ordinaria forma piana, sono simili, ma non eguali, le componenti.

### La parola ortografica
La parola ortografica (o parola scritta) è comunemente considerata la traduzione mediante rappresentazione grafica della parola orale e rende mediante sequenze di segni convenzionali grafici le supposte sequenze sonore di un'ipotetica trasmissione orale (in fondo considerata la reale forma comunicativa). 
Analogamente a quella orale, può essere separata nella frase da spazi, interruzioni della sequenza di segni, che indicano il completamento della parola precedente e l'inizio della successiva, oppure da segni di punteggiatura; ciò però non è sempre accaduto, essendovi noti esempi (specialmente in scritture antiche) di interi discorsi resi in forma di ininterrotta sequenza, priva cioè di spazi interrotti.
Questa definizione è però poco chiara in casi come la frase inglese:
- Benjamin's girlfriend lives in a high-rise apartment building

Benjamin's è una sola parola, o sono due? Come comportarsi nel caso di parole composte come "girlfriend", che a volte sono scritte in modo diverso (<girl-friend> o anche <girl friend>)? A volte la definizione "fonologica" di "parola" aiuta, ma spesso si fa riferimento anche ad altri criteri, quello fonologico, descritto poco sopra, e criteri semantici o sintattici.

### Altri criteri di definizione

#### Criterio semantico
Secondo un criterio semantico, potremmo dire che una parola esprime un concetto semantico unificato, ma non sempre è così. Esistono anche in italiano espressioni composte da più parole che si riferiscono a un unico concetto (ad esempio, "bocca di leone").

#### Criterio sintattico
Il criterio sintattico consiste in genere nel considerare la parola come minima unità sintattica nella frase. In quanto minima unità sintattica, essa può essere associata a una certa classe sintattica (o parte del discorso). Il criterio sintattico sembrerebbe quindi quello meno problematico.

## Altre considerazioni
(Francesco De Sanctis)
Una sequenza di parole, costituita tanto di parole direttamente significanti (ad esempio sostantivi e verbi), quanto di parole funzionali (articoli, pronomi ed in genere tutte le parole la cui presenza aiuta a completare e migliorare la definizione di quanto trasmesso), costituisce la frase, unità intermedia che può a sua volta accorparsi in sequenze di frasi che costituiscono il discorso, forma comunicativa complessa destinata a rendere concetti, informazioni e idee nella modalità di massima completezza.
Il significato veicolato dalla parola si amplifica attraverso la gestione che l'uomo ne fa. Maggiore è il numero di parole conosciute, maggiori sono le probabilità di descrivere al meglio un concetto. Da un punto di vista grafico (semantico e sintattico) le parole che costituiscono una frase sono separate nella forma scritta da uno spazio e da una breve interruzione nel discorso orale. Lo studio del significato delle parole fa parte della semantica. Alcune parole che hanno diverso significato si leggono o si scrivono in maniera uguale: in questi casi, si parla rispettivamente di omofonia o di omografia. In presenza di questo fenomeno (in generale chiamato omonimia), il significato da assegnare alla parola deve essere dedotto dal contesto e dalle altre parole della frase. Alcune parole, inoltre, possono essere scritte o pronunciate in più forme con lo stesso significato.
In alcuni casi due o più parole si uniscono in un'unica parola. In altri casi l'unità significativa è composta da più di una parola (parola composta). I vocabolari raccolgono le descrizioni dei significati delle parole di una determinata lingua o di un determinato gergo. Sebbene la parola sia l'unità minima di significato, a volte il significato esatto di una parola è modificato dalla altre parole presenti nella frase o nell'intero discorso. In senso figurato, si intende talvolta per parola l'insieme delle idee espresse da un dato soggetto o comunque contenute in una data fonte, ad esempio la Bibbia è indicata come "la Parola" per antonomasia.